# Riverside (Missouri)
Riverside è un comune degli Stati Uniti d'America, situato nello Stato del Missouri, nella contea di Platte.